# Bergvogt (Weinbau)
Der Bergvogt oder Oberwinzer beaufsichtigte einen großen Weinberg oder aber mehrere kleine, zudem bearbeitete er selbst einen Bergteil. Er leistete seinen Amtseid gegenüber dem (Ober-)Landweinmeister, dem zuständigen Amtsschreiber, dem zuständigen Bergverwalter sowie vor allen unterstellten Winzern.
Der Bergvogt war verantwortlich für die ihm unterstellten, per Kontrakt und Amtseid verpflichteten Winzer, die jeder einen Bergteil mit Hilfe der wiederum ihnen unterstellten Winzerknechte (Lohnknechte) bearbeiteten.

## Quelle
- Ingrid Zeidler: Das Rebland der Hoflößnitz vom Beginn des Weinbaus bis zur Gegenwart. In: Heinrich Magirius (Hrsg.): 600 Jahre Hoflößnitz. Historische Weingutanlage. Sandstein Verlag, Dresden 2001, ISBN 3-930382-60-1, S. 28.